# 长柄冬青
长柄冬青（学名：Ilex dolichopoda）是冬青科冬青属的植物，是中国的特有植物。分布于中国大陆的海南等地，生长于海拔600米的地区，常生长在沟谷林中，目前尚未由人工引种栽培。